# Arsys Bourgogne
Arsys Bourgogne est un ensemble vocal français créé en 1999 par Pierre Cao, à géométrie variable qui est maintenant dirigé par Mihály Zeke. Il est constitué de 8 à 16 choristes qui chantent a cappella ou accompagnés par différents instruments.

## Historique
Le chœur professionnel Arsys Bourgogne a été créé en octobre 1999 sous l'impulsion de la région Bourgogne et du ministère de la Culture français. 
Le Chœur Arsys Bourgogne a travaillé à plusieurs reprises avec différents orchestres, notamment l'Akademie für Alte Musik Berlin, le Concerto Köln, les Talens Lyriques, les Folies françoises, le Cercle de l'harmonie, l’Orchestre baroque de Séville, l’Orchestre des solistes européens, l’Orchestre philharmonique du Luxembourg, l’Orchestre symphonique de Stavanger (Norvège), l’Ensemble baroque de Limoges et l'ensemble La Fenice.
L'ensemble s'est produit dans divers théâtres : la Tonhalle de Zürich, le Concertgebouw de Bruges, le Teatro Real de Madrid, l'Auditori de Girona, la Philharmonie du Luxembourg, le Théâtre des Champs-Élysées et la Cité de la Musique à Paris, l'Arsenal de Metz, l'Auditorium de Dijon.
Il a été invité dans plusieurs festivals en France et à l'étranger : Londres, Séville, Bruxelles, Amsterdam, Ambronay, La Chaise-Dieu, La Folle Journée.
Pierre Cao, le chef fondateur de l'ensemble, a pris sa retraite de la direction du chœur après le concert le 27 juillet 2014,. En mars 2015, c'est au jeune chef Mihály Zeke qu'est confiée la direction musicale et artistique de l’ensemble. Conservant un large éventail de répertoire, il entraîne l’ensemble plus particulièrement vers les domaines de la musique ancienne et de la création, notamment pluridisciplinaire, à travers un effectif privilégiant l'ensemble de solistes.
Arsys Bourgogne répète et se produit régulièrement dans l'Yonne à Vézelay dans le cadre des Rencontres musicales de Vézelay ou de répétitions publiques. 

## Répertoire
Il était constitué à l'origine principalement autour du répertoire ancien (Renaissance, baroque, classique). Mais l'ensemble s'est diversifié en proposant de la musique contemporaine, avec des créations de compositeurs vivants. 

## Discographie
- La France par Chœur, Arsys Bourgogne, avec Bruno Fontaine, Ophélie Gaillard, Bruno Martinez et Daniel Ciampolini
- Chants de Noël du monde, œuvres de Michael Prætorius, Mathias, Willcocks, Franz Xaver Gruber et Felix Mendelssohn. Arsys Bourgogne, direction Pierre Cao (2011)
- Hymne à la nuit de Jean-Christophe Cholet. Arsys Bourgogne avec Jean-Christophe Cholet, Heiri Kanzig, Marcel Papaux, Elise Caron (2009)
- Israël in Egypt de Georg Friedrich Haendel. Arsys Bourgogne, Concerto Köln, direction Pierre Cao. Avec Julia Doyle, Martene Grimson, Robin Blaze, James Oxley, Peter Harvey, Stefan MacLeod (2009)
- Telemann & Haendel : Dixit Dominus, œuvres de Georg Friedrich Haendel et Georg Philipp Telemann. Arsys Bourgogne, Harmonie Universelle, direction Pierre Cao. Avec Yeree Suh, Ingrid Perruche, Britta Schwarz, Markus Schäfer, Alain Buet, Arnaud Richard
- Paroles de vents, œuvres de Michael Haydn et Georg Druschetzky. Arsys Bourgogne et Zefiro, direction Pierre Cao. Avec Johannette Zomer, Britta Schwarz, Guy De Mey, Cornelius Hauptmann
- Vêpres pour Sainte Marie-Madeleine, œuvres de Thierry Escaich, Pierre-Adrien Charpy, Nicolas Bacri, Guillaume Connesson, Régis Campo, Philippe Fénelon. Arsys Bourgogne, direction Pierre Cao. Et la Schola Gregoriana Pragensis (Schola grégorienne de Prague) sous la direction de David Eben.
- Biber - Musique à la cathédrale de Salzbourg, musique de Heinrich Biber. Arsys Bourgogne, direction Pierre Cao
- Motets : Jean-Sébastien Bach, Arsys Bourgogne, avec les Basses Réunies, direction Pierre Cao
- Vêpres sous Charles VI à Vienne, œuvres de Johann Joseph Fux, Johann Melchior Gletle, Reinhardt, Giovanni Felice Sances et Gerd Zacher. Arsys Bourgogne, avec l'Arpeggiata et Christina Pluhar, direction Pierre Cao
- Vêpres pour le Père La Chaize, de Pierre Menault. Arsys Bourgogne, La Fenice, sous la direction de Jean Tubéry

## Récompenses
- L'Orphée d'Or de l'Académie du Disque lyrique en 2011.[réf. souhaitée]